# Antonio Llamosas y Cepeda
Antonio Llamosas y Cepeda (Sancti Spíritus, 1865-Madrid, 1892) fue un escritor, abogado y periodista español.

## Biografía
Nació el 31 de octubre de 1865 en la localidad cubana de Sancti Spíritus. Abogado, poeta lítico y autor dramático, en 1890 dirigía en Madrid el periódico La Revolución. Entre sus publicaciones se encontraron títulos como ¡Madre! (leyenda, 1885), Lo que sucede después (poema, 1885), Un año en Cuba (novela, 1885) y La muerte de dios (1892). Falleció el 29 de marzo de 1892 en Madrid.